# Baptist Bernhard von Minnigerode
Baptist Bernhard Ludwig von Minnigerode (Darmstadt, 10 agosto 1837 – Špindlerův Mlýn, 15 agosto 1896) è stato un alpinista, scrittore, matematico, mineralogista e insegnante tedesco, nei documenti alpinistici viene riportato con il nome di battesimo Baptist in altri come Bernhard, fu altresì uno scrittore di tematiche legate all'ambiente montano.

## Biografia
Figlio di Wilhelm Karl Ernst Christian Minnigerode, il conte Baptist Bernhard Ludwig Minnigerode fu allievo di Franz Ernst Neumann,  professore di matematica all'Università di Greifswald  dal 1885 e attivo nel Club Alpino Svizzero nella sezione di Basilea. Le sue imprese alpinistiche più significative risalgono al periodo compreso tra il 1877 e il 1885, principalmente nel Gruppo dell'Ortles. Ascese nel 1877 il Piz Bernina con le migliori guide della regione del Bernina, Hans Grass e Hans Gross, da Pontresina, attraverso il Biancograt fino al Piz Bianco, ma il cammino verso il monte si concluse per i tre alpinisti alla Berninascharte. Specialista dell'Ortles, nel 1881, scalò la parete nord senza ramponi e senza l'uso di chiodi, spesso accompagnato dalle guide Alois Pinggera e Peter Reinstadler e aprì, nel 1879, l'itinerario che prese il suo nome "Minnigeroderinne", una ascensione su ghiaccio nel cuore della parete sud dell'Ortles esplorata la prima volta con Alois Pinggera e il fratello Johann Pinggera. Lo stesso Minnigerode aprì nel 1881 una variante diretta per un canale secondario alla cima. Il canale principale termina sull'Hintergrat ed è alto 600 m con pendii fino a 60°, la via diretta ha 300 m in più e termina dritta in vetta. Nel 1885 compì la quinta ascensione del Sass Maor. Morì a Špindlerův Mlýn nei Monti dei Giganti nel 1896.

## Carriera alpinistica
- 1877 Secondo tentativo sul Piz Bianco e secondo tentativo sulla Biancograt, 3.998 m, (Gruppo del Bernina)
- 1877 Primo tentativo sul Kristallkopf (Monte Cristallo) - parete nord detta "Minnigerode-Innerkofler Führe", 3.216 m, (Dolomiti Ampezzane)
- 1878 Primo tentativo sull'Ortles - canale della parete sud-est detta "Minnigeroderinne", fino a 50°, 600 m di dislivello, 3.902 m, (Gruppo dell'Ortles)
- 1879 Primo tentativo sul Piz Cengalo - cresta sud in discesa, 3.366 m, (Bregazza)
- 1879 Secondo tentativo sul Piz Scercen, 3.877 m, (Gruppo del Bernina)
- 1880 Primo tentativo sul monte Zebrù - cima nord-ovest alla cima sud-est, 3.723 m, (Gruppo dell'Ortles)
- 1880 Primo tentativo al monte Zebru - vetta sud-est per la cresta sud-est, III grado di difficoltà, ghiaccio fino a 55°, 850 dim, 3.723 m, (gruppo dell'Ortles)
- 1881 Primo tentativo al Königsspitze (Gran Zebru) - parete nord-est  detta "Minnigerode-Führe", IV grado di difficoltà, ghiaccio 53°, 1.200 dim, 3.859 m, (Gruppo dell'Ortles)
- 1881 Primo tentativo all'Ortles - canale parete sud-est detta "Minnigeroderinne - uscita diretta", fino a 60°, 900 HM, 3.902 m, (Gruppo dell'Ortles)
- 1881 Tentativi al Rosengartenspitze, 2.981 m e al Kesselkogel, 3.004 m, in un giorno. (Catinaccio)
- 1883 Prima   salita alla Tofana di Dentro, cresta sommitale in discesa, 3.237 m, (Dolomiti Ampezzane)
- 1883 Prima  salita alla Tofana di Fuori, parete ovest in discesa nella valle Travenanzestal, 3.227 m, (Dolomiti Ampezzane); seconda salita al Piz Bernina, parete ovest - salita diretta, 650 m di dislivello, 55°, 4.055 m, (Gruppo del Bernina)[1]